# Konrád z Vechty
Konrád z Vechty (ur. ok. 1364, zm. 26 grudnia 1431) – niemiecki duchowny katolicki, biskup ordynariusz ołomuniecki w latach 1408–1413, arcybiskup metropolita praski w latach 1413–1431.
W 1425 roku popadł w ekskomunikę, gdy opowiedział się za husytyzmem.

## Życiorys

### Początki kariery duchownej
Konrád z Vechty pochodził z Westfalii. Od końca XIV wieku pełnił różne urzędnicze funkcje na dworze króla Wacława IV Luksemburskiego. W latach 1401–1402 był biskupem Verden, od 1408 roku pełnił obowiązki proboszcza mielnickiego i bolesławskiego. W 1403 roku został biskupem ołomunieckim, od 1412 roku administrował archidiecezją praską.

### Arcybiskup praski
W 1413 roku Konrád z Vechty został arcybiskupem praskim. Początkowo zachowywał neutralność wobec nauk Jana Husa, nie ingerował również w sprawy związane z organizowaniem się husytyzmu. Był w swoim postępowaniu ostrożny i wykonywał z umiarem polecenia nałożone na niego przez władze kościelne i świeckie. W 1414 roku obłożył Pragę interdyktem, co było konsekwencją nacisków soboru w Konstancji. Gdy wybuchły wojny husyckie długo wahał się, po której stronie się opowiedzieć. Najpierw poparł Zygmunta Luksemburskiego, którego koronował na króla Czech w 1420 roku. Gdy jednak w listopadzie tego roku umocniła się pozycja Pragi jako centrum kalikstynów, Konrád z Vechty przeszedł na stronę husytów. W kwietniu 1421 roku przyjął cztery artykuły praskie, czym zraził do siebie kapitułę katedry praskiej. Wypowiedziała mu ona posłuszeństwo i zdjęła z urzędu. Powołała jednocześnie praskiego administratora diecezjalnego, którym został biskup ołomuniecki, Jan Železný.
Arcybiskup nie podporządkował się jednak tym decyzjom i zaczął wyświęcać utrakwistycznych księży, co zakończyło się w 1425 roku jego ekskomuniką. Do końca życia dążył do pojednania katolików z husytami, nie dożył jednak legalizacji Kościoła utrakwistycznego w Czechach.

### Ekskomunika i jej konsekwencje
Po ekskomunice Konráda z Vechty w 1426 roku katolicy czescy pozostawali bez metropolity. Arcybiskup wyjechał z Pragi na prowincję i osiadł w Roudnicy. Przed śmiercią natomiast zamieszkał na zamku Helfenburk.
W Pradze na czas sediswakancji powstał konsystorz, który istniał do połowy XVI wieku. W XV wieku utrakwiści co prawda podjęli próbę zorganizowania nowej hierarchii duchownej, ale wybrany przez nich Jan Rokycana nie uzyskał papieskiej zgody na konsekrację biskupią. Pomimo że kompakty praskie gwarantowały, że duchownych utrakwistycznych będą święcić rzymskokatoliccy biskupi ołomuniecki i litomyski, husyci posiłkowali się pomocą ze strony sympatyzujących z nimi innych biskupów katolickich przebywających na terenie Królestwa Czech (m.in. Augustyna Lucianiego) lub udawali się po święcenia do odległych krajów europejskich (m.in. do Włoch). Próbowali też uzyskać sukcesję apostolską od Patriarchatu Ekumenicznego Konstantynopola oraz Apostolskiego Kościoła Ormiańskiego.
W XVI wieku kandydatem kalikstynów na arcybiskupstwo praskie został ksiądz Gallus Cahera. Nie zdecydował się on jednak na zerwanie unii utrakwistów z Rzymem. Pomimo propozycji złożonej mu w 1523 roku przez Marcina Lutra, aby sam ogłosił się metropolitą praskim pozostał jedynie administratorem Kościoła utrakwistycznego. Taboryci natomiast zerwali z katolicyzmem i tradycją sukcesji apostolskiej. Ich biskupa Mikołaja z Pelhřimova ordynował zwykły ksiądz Marcin Húska. Podobnie postąpili w 1467 roku bracia czescy, którzy też zerwali jedność z Rzymem. Ich pierwszym seniorem został Maciej z Kunvaldu ordynowany przez Michała z Žamberka.